# Mitrephora
Mitrephora es un género de plantas de la familia Annonaceae, orden Magnoliales, subclase Magnólidas, subdivisión Magnoliophytina, división Spermatophyta.

## Distribución
Comprende unas 40 especies de pequeños árboles y arbustos que pueden encontrarse en la zona tropical de Asia y el norte de Australia y Oceanía. El área de distribución de la Mitrephora se extiende desde China al norte hasta Queensland en el sur. Este género abunda en India y el sudeste asiático, siendo su diversidad máxima en las Filipinas.

## Descripción
Son árboles que alcanzan un tamaño de 40 metros de altura. Con corto pecíolo; venación lámina de la hoja arqueada bucle cerca de margen, las venas secundarias 4-24 en cada lado del nervio central. Inflorescencia terminal de flores, hojas opuestas, o extra-axilares, solitarias o en cimas; raquis simpodial simple o ramificado, entrenudos cortos o largos. Flores bisexuales. Pedicelo corto o largo, con brácteas basales y bractéolas submedianas. Sépalos 3, valvados, basalmente connados ±. Pétalos 6, en 2 verticilos, libres, con cada verticilo valvado; pétalos exteriores generalmente más pequeños que los pétalos internos, sin una garra basal; pétalos interiores con base de garras, apicalmente conniventes para formar una cúpula mitriforme. Estambres muchos; anteras cuneiformes. Frutos monocarpos sésiles o estípitados, globosos, obovoides o cilíndricos, a veces longitudinalmente estriados, lisos o raramente verrugosos.

## Taxonomía
El género fue descrito por Hook.f. & Thomson y publicado en Flora Indica: being a systematic account of the plants . . 112. 1855.

## Especies
- Mitrephora aversa Elmer
- Mitrephora bousigoniana Pierre
- Mitrephora calcarea Weeras. et R. M. K. Saunders
- Mitrephora ellipanthoides Elmer
- Mitrephora ferruginea Merr.
- Mitrephora fragrans Merr.
- Mitrephora lanotan Merr. - lanotan de Filipinas[4]
- Mitrephora macclurei Weeras. et R. M. K. Saunders
- Mitrephora multifolia Weeras. et R. M. K. Saunders
- Mitrephora petelotii Weeras. et R. M. K. Saunders
- Mitrephora pictiflora Elmer
- Mitrephora reflexa Merr.
- Mitrephora samarensis Merr.
- Mitrephora sorsogonensis Weeras. et R. M. K. Saunders
- Mitrephora thorelii Pierre
- Mitrephora viridifolia Elmer
- Mitrephora weberi Merr.
- Mitrephora williamsii C. B. Rob.